# RANDタブレット
RANDタブレット（英語: RAND Tablet）は、ランド研究所によって開発されたグラフィカルコンピュータ入力デバイス。RANDタブレットは、低価格のデバイスとして販売された最初のデジタルグラフィックデバイスであると主張している。タブレットの作成は、国防高等研究計画局で行われ、RANDタブレットは、スタイラスを非常に実用的な機器として利用した最初のデバイスの1つであった。
タブレットは、コンピュータの入力および/またはオシロスコープのディスプレイに接続され、ディスプレイは入力を登録し、コンピューター画面に表示する。

## 歴史
RANDタブレットの開発は、 アイバン・サザランドが実施した。ユーザーがタブレット上で直接コンピューターのコマンドを記述できるシステムであるSketchpadの研究から始まり、トム・エリスのフローチャートベースのグラフィック入力言語（GRAIL）メソッドのように、手書きの文字やジェスチャーを認識するために、さまざまな実験システムが開発された。多くのRAND企業レポートの著者であるトム・エリスは、このGRAILシステムが、フローチャートに書かれたテキストと記号の自然でリアルタイムの認識を可能にしたものであると述べた。RANDタブレットは、エリスのようなプログラムを使用し、フリーハンドの描画を認識する最初のデバイスの1つあった。RANDタブレットは「Grafacon」とも呼ばれ、最初に製造されたグラフィックタブレットの1つと見なされている。オリジナルのRANDタブレットの価格は18,000ドルで、長年の開発の後、1964年に研究施設で利用可能になった。しかし、RANDタブレットは、消費者がキーボードデバイスに慣れ親しんだユーザーの習慣の慣性と、この期間中のタブレットデバイスの実用的なアプリケーションの欠如が原因で、商業的には普及していない。